# Momo Yashima
Momo Yashima (* 4. November 1948 in New York City als Momoko Iwamatsu) ist eine US-amerikanische Film-, Fernseh- und Theaterschauspielerin sowie Filmemacherin.

## Leben
Yashima ist die Tochter der Künstler und Kinderbuchautoren Mitsu und Taro Yashima sowie die Schwester des Schauspielers Makoto Iwamatsu. Sie wurde in New York City geboren und zog im Alter von fünf Jahren mit ihrer Familie nach Los Angeles, wo sie später die California State University, Los Angeles besuchte und an der University of Southern California Tanz studierte. Sie ging dann nach New York City zurück und nahm dort Schauspielunterricht an der Neighborhood Playhouse School of the Theatre, unter der Leitung von Sanford Meisner. Zu ihren Arbeiten als Bühnenschauspielerin zählen auch etwa 30 Auftritte in Produktionen der asiatisch-amerikanischen Theaterorganisation East West Players.
Abseits der Bühne war sie ab den 1970er-Jahren in etlichen kleinen Film- und Serienrollen zu sehen. So spielte sie etwa 1971 in der Seifenoper The Beverly Hillbillies die wiederkehrende Rolle der Susie und von 1973 bis 1979 drei kleinere Charaktere in drei Folgen der Dramedy-Serie M*A*S*H. 1976 verkörperte sie die Alice in John Kortys Fernsehfilm Abschied von Manzanar, eine Adaption des Buches Farewell to Manzanar, in dem auch ihre Mutter Mitsu und ihr Bruder Makoto spielten. In Robert Wises 1979 erschienenen Science-Fiction-Kinofilm Star Trek: Der Film hatte sie einen kleinen Auftritt als Besatzungsmitglied der USS Enterprise.
Im Jahr 2012 erschien ihr Dokumentarfilm A Divided Community, für den sie als Regisseurin sowie als ausführende Produzentin verantwortlich war und an dem sie sich auch als Drehbuchautorin beteiligte. Der Film thematisiert die Geschichte dreier japanischstämmiger Amerikaner, die während des Zweiten Weltkrieges ins Militär einberufen werden sollten, obwohl sie, zusammen mit ihren Familien, in einem US-amerikanischen Konzentrationslager inhaftiert waren und die deshalb den Kriegsdienst verweigert hatten, woraufhin sie die Gefängnishaft antreten mussten. Das Werk erhielt 2012 auf dem Sunset Film Festival eine Auszeichnung in der Kategorie „bestes Konzept“.

## Filmografie
- 1970: Im wilden Westen (Death Valley Days, Fernsehserie, eine Folge)
- 1971: The Beverly Hillbillies (Fernsehserie, 4 Folgen)
- 1973: Männerwirtschaft (The Odd Couple, Fernsehserie, eine Folge)
- 1973–1979: M*A*S*H (Fernsehserie, 3 Folgen)
- 1974: Der Chef (Ironside, Fernsehserie, 2 Folgen)
- 1976: Abschied von Manzanar (Farewell to Manzanar, Fernsehfilm)
- 1976: Baretta (Fernsehserie, eine Folge)
- 1979: Jennifer: A Woman′s Story (Fernsehfilm)
- 1979: Quincy (Quincy, M. E., Fernsehserie, eine Folge)
- 1979: Star Trek: Der Film (Star Trek: The Motion Picture)
- 1980: Love Boat (The Love Boat, Fernsehserie, eine Folge)
- 1981: Charlie Chan und der Fluch der Drachenkönigin (Charlie Chan and the Curse of the Dragon Queen)
- 1981: Behind the Screen (Fernsehserie)
- 1983: Die Initiative (M.A.D.D.: Mothers Against Drunk Drivers, Fernsehfilm)
- 1983: Die Zeitreisenden (Voyagers!, Fernsehserie, eine Folge)
- 1983: V – Die außerirdischen Besucher kommen (V, Fernsehserie, 2 Folgen)
- 1983: El Norte
- 1984: Falcon Crest (Fernsehserie, eine Folge)
- 1984: Chefarzt Dr. Welby (The Return of Marcus Welby, M.D., Fernsehfilm)
- 1985: Street Hawk (Fernsehserie, 3 Folgen)
- 1987: Blind Date – Verabredung mit einer Unbekannten (Blind Date)
- 1990: L.A. Law – Staranwälte, Tricks, Prozesse (L.A. Law, Fernsehserie, eine Folge)
- 1992: Teuflische Intrigen (Ulterior Motives)
- 1994: Babylon 5 (Fernsehserie, eine Folge)
- 1994: Willkommen im Leben (My So-Called Life, Fernsehserie, eine Folge)
- 1997: Ravager – Die Virusfalle (Ravager)
- 1997: Moesha (Fernsehserie, eine Folge)
- 1999: G vs E (Fernsehserie, eine Folge)
- 2003: Six Feet Under – Gestorben wird immer (Six Feet Under, Fernsehserie, eine Folge)
- 2008: Emergency Room – Die Notaufnahme (ER, Fernsehserie, eine Folge)
- 2009: Lie to Me (Fernsehserie, eine Folge)
- 2012: A Divided Community (Dokumentarfilm, als Regisseurin, Produzentin und Drehbuchautorin)
- 2014: Castle (Fernsehserie, eine Folge)
- 2015: Freaks of Nature
- 2016: All Cock and No Bull! (Kurzfilm)